# Kate O'Brien
Kate O'Brien (Limerick, 3 de diciembre de 1897 - Canterbury, 13 de agosto de 1974), escritora irlandesa, autora de novelas, obras de teatro, libros de viaje, y biografías. 

## Biografía
Kate O'Brien nació en la ciudad de Limerick, Irlanda, en 1897. Tras la muerte de su madre cuando ella tenía cinco años, ingresó como alumna interna en el Laurel Hill, una escuela regida por monjas francesas. Tras conseguir una beca para estudiar en Dublín, se graduó en la recién creada University College Dublin. Viajó al Reino Unido y trabajó como periodista redactando las páginas internacionales del periódico The Manchester Guardian. Al cierre de la sección del periódico, se trasladó a Londres, donde trabajó como profesora de educación primaria por alrededor de un año. Cuando le ofrecieron un puesto de institutriz en  Bilbao, en el País Vasco, en el Norte de España, lo aceptó, viviendo allí en 1922-23, un período decisivo en su formación vital y creativa. La novela autobiográfica Mary Lavelle (1936) está basada en las experiencias de O'Brien en Euskadi. 
Kate O'Brien comenzó su carrera como escritora en Bilbao, donde escribió sus primeros relatos cortos para publicación. Se reestableció en Bloomsbury, Londres, en 1923, donde continuó trabajando como periodista. Como consecuencia de una apuesta con una amiga, escribió una obra de teatro en un mes, Distinguished Villa (tr. Villa Distinguida), inspirada por su experiencia como institutriz en Euskadi. La obra, producida en Londres en 1926, fue un éxito. En 1931, publicó su primera novela, Without My Cloak (Sin mi capa), que fue galardonada con el premio James Tait Black Memorial Prize. A partir de entonces, Kate O'Brien se concentró en escribir novelas. Sus obras más conocidas son The Ante-Room (tr. La Antesala), de 1934, The Land of Spices (La Tierra de las Especias), de 1941, y That Lady (tr. Esa Dama), de 1946. Sus libros tratan temas como el deseo de independencia de la mujer, el poder opresivo de la moralidad religiosa, la sexualidad femenina, la identidad 'queer', y la resistencia antifascista. Dos de sus libros fueron prohibidos en Irlanda, y una de sus novelas fue prohibida en España. O'Brien también escribió dos libros de viajes, My Ireland (tr. Mi Irlanda), de 1962, revisitando sus lugares favoritos en su país de origen, y Farewell Spain (tr. Adiós España), de 1937, un libro político diseñado para animar el apoyo de los países anglo-sajones al bando republicano en la Guerra Civil Española. O'Brien también escribió dos biografías, Presentation Parlour (tr. El Recibidor de la Presentación), de 1963, sobre sus tres tías monjas, y Teresa of Avila (tr. Teresa de Ávila), de 1951, sobre la mística y reformadora religiosa. 
La primera biografía de O'Brien, Kate O'Brien: A Literary Portrait (tr. Kate O'Brien: Un Retrato Literario), de 1987, escrita por la crítical literaria Lorna Reynolds, sólo cubrió su infancia y su juventud hasta 1923, un extraño silencio, posiblemente un intento de evitar referirse a la homosexualidad de O'Brien. La primera biografía completa de O'Brien, Kate O'Brien: A Writing Life, escrita por Eibhear Walshe, vio la luz en 2003. Durante su etapa como institutriz Kate O'Brien tuvo una relación amorosa con un vasco, y poco después de su regreso a Londres, en 1923, se casó con un periodista Holandés, aunque el matrimonio se disolvió unos meses más tarde. Kate O'Brien orientó el resto de su vida hacia las mujeres. Vivió con la escritora Stephie Stevens, a la que dedicó su primera novela, y con la hija de ésta, en Kent, durante varios años. La poeta Anna Wickham, y la biógrafa de O'Brien Lorna Reynolds, también han sido enlazadas románticamente a O'Brien. Otra mujer importante en su vida, Mary O'Neill, fue designada por O'Brien como su ejecutora literaria. 
Tras una considerable popularidad como novelista en los años 1940s y 1950s, las obras de O'Brien poco a poco recibieron menos atención. Su última novela, As Music and Splendour (tr. Como la Música y el Esplendor), de 1958, pasó casi desapercibida. O'Brien continuó publicando reseñas y columnas peridísticas, pero hacia el final de su carrera pasó grandes apuros financieros, agravados por su creciente alcoholismo. O'Brien vivió los últimos años de su vida en el pueblo de Faversham, en Kent, Inglaterra, hasta su muerte en 1974. A principios de los años 1980s, con la explosión de la crítica literaria feminista y la creación de varias editoriales dedicadas a recobrar a escritoras importantes, la obra de Kate O'Brien comenzó a revaluarse, sus novelas se reimprimieron, y varios estudios académicos sobre su trabajo se pusieron en marcha. Hoy en día se la considera una pionera en la representación de personajes femeninos y de identidades 'queer', una valerosa voz a contra-corriente de la censura imperante en la Europa de los años 1930s, una escritora experimental que aunó el modernismo con la literatura popular, una escritora clave en la literatura irlandesa, una importante activista literaria, y una voz única en la literatura del siglo veinte.

## Novelas
- Without My Cloak (Sin mi capa) (1931)
- The Ante-Room (La antesala) (1934)
- Mary Lavelle (1936)
- Pray for the Wanderer  (1938)
- The Land of Spices (La tierra de las especias) (1941)
- The Last of Summer (El último verano) (1943)
- That Lady (Esa Dama) (1946)
- The Flower of May (La Flor de Mayo) (1953)
- As Music and Splendour (Como música y esplendor) (1958)

## Otras obras
- Distinguished Villa: A Play in Three Acts (Distinguida Villa: Una obra en tres actos) (1926)
- Farewell Spain (Adiós España) (1937)
- Teresa de Ávila (1951)
- My Ireland (Mi Irlanda) (1962)
- Presentation Parlour (Presentación Parlour) (1963)

## Estudios Críticos sobre Kate O'Brien
- Lorna Reynolds: Kate O'Brien: un retrato literario (1987)
- Adele M. Dalsimer: Kate O'Brien: Un estudio crítico (1990)
- Éibhear Walshe (editor): Danza Gente Corriente: Ensayos sobre Kate O'Brien (1993)
- Éibhear Walshe: Kate O'Brien: A Writing Life (2006)
- A.L. Mentxaka. Kate O'Brien and the Fiction of Identity (2011)
- A.L. Mentxaka. La Viajera Poscolonial: Kate O'Brien y Euskadi (1916)

## Ensayos críticos sobre Kate O'Brien
- Joan Ryan: "la clase y el Credo en las novelas de Kate O'Brien" en M. Harmon (editor): El escritor irlandés en Nueva York (1984)
- Lorna Reynolds: "La imagen de España en las novelas de Kate O'Brien", en Zack y W. H Kosok (editores): imágenes y estereotipos Nacional (1988)
- Anne C. Fogarty: "El oído del otro: las voces disidentes en Kate O'Brien, la música y el esplendor y María Dorcey de un ruido de la leñera", en Éibhear Walshe (editor): El sexo, la Nación y la disidencia en la escritura de Irlanda (1997)
- Eamon Maher: "El amor y la pérdida de fe en las novelas de Kate O'Brien" en contracorrientes y Confluencias (2000)
- Angela Ryan: "Una solución franco-irlandés? Francois Mauriac, Brien Kate O 'y la novela intelectual católica ". en Francia e Irlanda: Anatomía de una relación. E. Maher y G. Neville editores. Frankfurt: Peter Lang, 2004,  97-109.
- A.L. Mentxaka: "La Belle – Kate O’Brien and Female Beauty". Women, Social and Cultural Change in Twentieth Century Ireland. Sarah O’Connor and Christopher C. Shepard editores. Newcastle: Cambridge Scholars’ Press, 2008, 183- 198.
- A.L. Mentxaka: "Politics and Feminism: The Basque Contexts of Kate O’Brien’s Mary Lavelle". Irish University Review, Vol. 39, No. 1 (Spring/Summer 2009): 65-75.
- Marisol Morales Ladrón, "Banned in Spain? Truths, Lies and Censorship in Kate O'brien's Novels" (tr. "¿Prohibida en España?: Verdades, mentiras y censura en la obra de Kate O'Brien"). Atlantis. Vol. 32, No. 1 (junio de 2010): 57-72.
- A.L. Mentxaka: "A 'Catholic Agnostic' – Kate O’Brien”. Breaking the Mould: Literary Representations of Irish Catholicism. Imagining Ireland Series, Volume XX. Eamon Maher and Eugene O’Brien editores. Frankfurt: Peter Lang, 2011, 87-104.
- A.L. Mentxaka: “Film Into Novel: Kate O’Brien’s Modernist use of Film Techniques”. Viewpoints: Theoretical Perspectives on Irish Visual Texts. Clare Bracken and Emma Radley editores. Cork: Cork University Press, 2013,  124-36.
- A.L. Mentxaka: “Sexuality and Dysfunction in Kate O’Brien”. Ireland and Dysfunction: Critical Explorations in Literature and Film. Asier Altuna editor. Newcastle: Cambridge Scholars Press, 2017, 49-70.

## Adaptaciones al Cine
- La princesa de Éboli (That Lady, 1955), protagonizada por Olivia de Havilland, Gilbert Roland y Paul Scofield.
- Last of summer (1977), para la televisión.
- Pasiones rotas (Talk of Angels, 1998) protagonizada por Polly Walker, Vincent Pérez, Franco Nero, Frances McDormand, Ruth McCabe y Penélope Cruz.